# Liste der Monuments historiques in Marlenheim
Die Liste der Monuments historiques in Marlenheim führt die Monuments historiques in der französischen Gemeinde Marlenheim auf.

## Liste der Bauwerke
| Bezeichnung | Beschreibung             | Standort                           | Kennzeichnung | Schutzstatus | Datum | Bild           |
| ----------- | ------------------------ | ---------------------------------- | ------------- | ------------ | ----- | -------------- |
| Wohnhaus    | bezeichnet 1566 und 1588 | 66 rue du Général de Gaulle (Lage) | PA00084782    | Inscrit      | 1932  | weitere Bilder |